# کارل دی کیت
کارل دی کیت (انگلیسی: Carl D. Keith; ۲۹ مهٔ ۱۹۲۰ – ۹ نوامبر ۲۰۰۸) شیمی‌دان اهل ایالات متحده آمریکا بود.
وی همچنین برندهٔ جوایزی همچون مدال ملی فناوری و نوآوری شده‌است.